# Episodi di Living Single (quinta stagione)
La quinta stagione della serie televisiva Living Single è stata trasmessa in anteprima negli Stati Uniti d'America dalla Fox tra l'11 settembre 1997 e il 1º gennaio 1998.
| nº | Titolo originale                      | Titolo italiano | Prima TV USA      | Prima TV Italia |
| -- | ------------------------------------- | --------------- | ----------------- | --------------- |
| 1  | Love Don't Live Here Anymore (Part 1) |                 | 11 settembre 1997 |                 |
| 2  | Love Don't Live Here Anymore (Part 2) |                 | 18 settembre 1997 |                 |
| 3  | High Anxiety                          |                 | 25 settembre 1997 |                 |
| 4  | Reconcilable Differences              |                 | 16 ottobre 1997   |                 |
| 5  | The Best Laid Plans                   |                 | 23 ottobre 1997   |                 |
| 6  | Up the Ladder Through the Roof        |                 | 30 ottobre 1997   |                 |
| 7  | He's the One                          |                 | 6 novembre 1997   |                 |
| 8  | Three Men and a Buckeye               |                 | 13 novembre 1997  |                 |
| 9  | Forgive Us Our Trespasses             |                 | 4 dicembre 1997   |                 |
| 10 | Misleading Lady                       |                 | 11 dicembre 1997  |                 |
| 11 | In Your Dreams                        |                 | 18 dicembre 1997  |                 |
| 12 | To Catch a Thief                      |                 | 1º gennaio 1998   |                 |
| 13 | Let's Stay Together                   |                 | 1º gennaio 1998   |                 |